# 腺萼红果悬钩子
腺萼红果悬钩子（学名：Rubus erythrocarpus var. weixiensis）为蔷薇科悬钩子属下的一个变种。

## 扩展阅读
- 維基物種上的相關：腺萼红果悬钩子